# Wettersegen (Amulett)

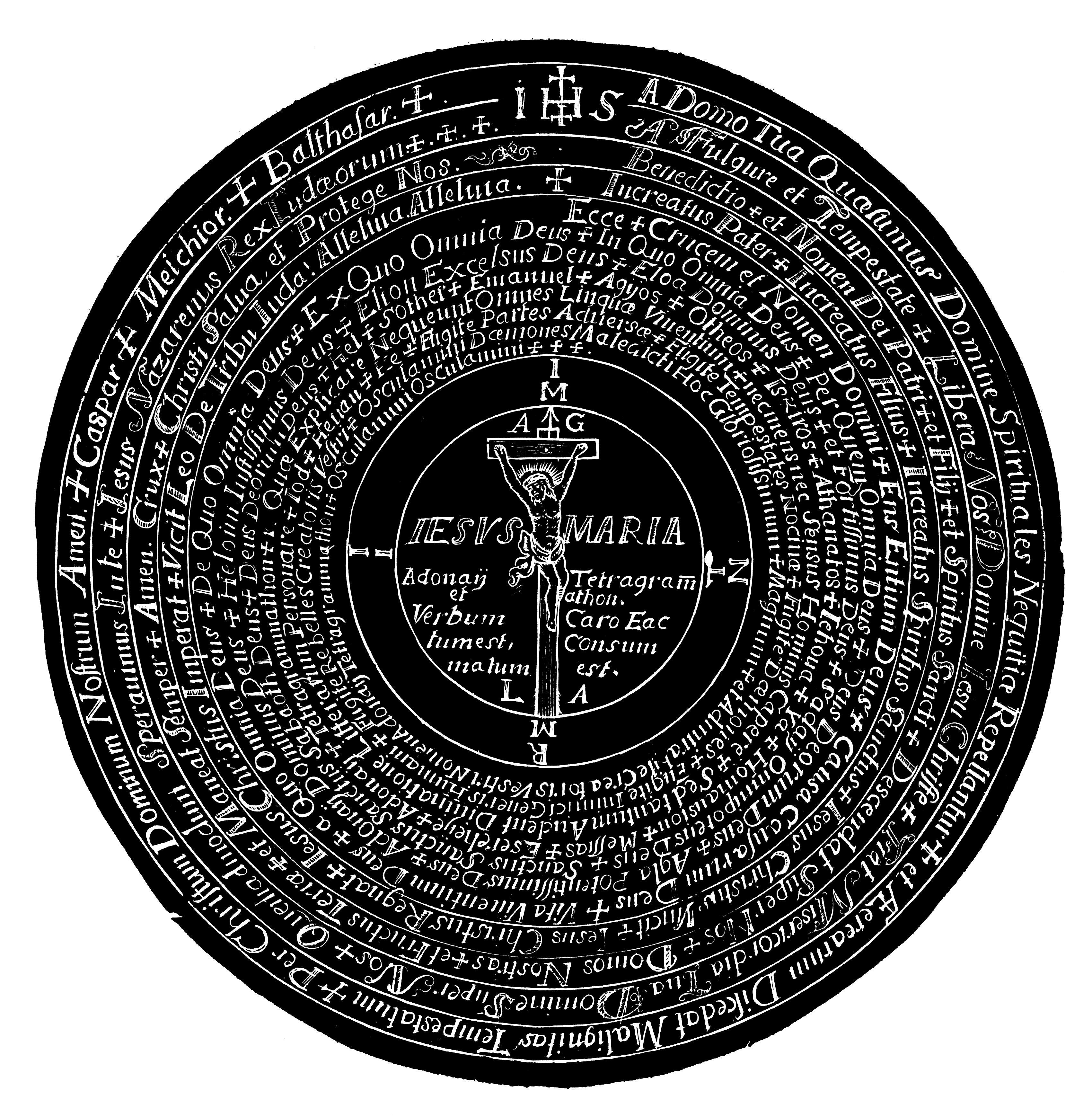
Rückseite eines Wettersegens, 17./18. Jahrhundert

Der Wettersegen war ein monstranz- oder scheibenförmiger Behälter, der geweihte Gegenstände enthielt. Er ist seit dem 15. Jahrhundert bekannt.
Meist enthält der Wettersegen eine Agnus-Dei-Darstellung, um die sich collageartig Reliquienpartikel, Schabmadonnen, Kreuzchen, Heiligendarstellungen sowie magische Naturprodukte wie Steinsamen, Weidenkätzchen, rot gefärbte Stofffetzen und andere Gegenstände gruppieren. Diese als besonders wirksam erachtete Anhäufung von schutzbringenden Gegenständen erinnert stark an den Inhalt der Breverl. Auf die Rückseite sind meist in fünf Schriftkreisen verschiedene Segensformeln geschrieben. Der fünfte Kreis läuft spiralförmig nach innen und zählt als Beschwörungs- und Bannspruch Anrufungen Gottes in der christlichen, jüdischen und kabbalistischen Tradition auf.
Man hängte den Wettersegen zu Hause oder in Feldkapellen an die Wand oder stellte ihn auf. Er schützte vor Unwetter, Feuer, Unfällen des täglichen Lebens, Infektionskrankheiten, Gespenstern, Verhexung und teuflischen Einflüssen.